# Uhliská (district de Levice)
Uhliská  est un village de Slovaquie situé dans la région de Nitra.

## Histoire
Première mention écrite du village en 1554.

## Démographie

### Évolution de la population
| Année:               | 1994. | 2004.   | 2014.    | 2024.   |
| -------------------- | ----- | ------- | -------- | ------- |
| Nombre de personnes: | 247   | 223     | 182      | 186     |
| Différence:          |       | -9,71 % | -18,38 % | +2,19 % |

| Année:               | 2023. | 2024.   |
| -------------------- | ----- | ------- |
| Nombre de personnes: | 197   | 186     |
| Différence:          |       | -5,58 % |